# Rákosník obecný
Rákosník obecný (Acrocephalus scirpaceus) je malý, tažný pták z čeledi rákosníkovitých (Acrocephalidae).

## Popis
Svrchu je červenavě hnědý, spodní strana bělavá a boky žlutohnědé. Mladí ptáci mají tmavé oči. Kolem očí má bílý kroužek. Má tmavě hnědý oční a krémový nadoční proužek, který je méně výrazný než u podobného rákosníka zpěvného. Liší se také hnědším opeřením, delším zobákem a odlišným zpěvem i biotopem. Je o něco menší než vrabec, měří 13 až 14 cm, rozpětí křídel dosahuje 17 až 21 cm. Tím se liší od jinak podobného, většího rákosníka velkého, se kterým často sdílí biotop.

## Prostředí
Je to typický obyvatel hustého pásu rákosí našich vodstev. Vyskytuje se i v poměrně malých rákosinách kolem příkopů. Při tahu můžeme rákosníky spatřit také v křovinách. Nejběžněji se v Česku vyskytuje v jižních Čechách.

## Chování
Obratně šplhá po rákosových stéblech. Živí se hmyzem, pavouky i malými měkkýši, na podzim také bobulemi. Potravu hledá v rákosí, ale také na stromech a keřích rostoucích u vody. Zpívá výrazným zpěvem s častým opakováním ve dne i v noci a šplhá při tom po stéblu rákosu nahoru a dolů. Jedná se o tažného ptáka, který na přelomu září a října odlétá do afrických savan, odkud se vrací až na konci dubna následujícího roku.

## Hnízdění
Při hnízdění, což je v období mezi květnem až červencem, připevňuje hluboké hnízdo k rákosům. Hnízdo visí maximálně 100 cm nad vodou či zemí. Do hnízda samička naklade 3–5 vajec, na kterých sedí 11–12 dní a pečuje o mláďata dalších 11–13 dní. Po vylétnutí z hnízda rodiče mláďata krmí dalších 14 dní. Hnízdo má dovnitř přehnuté okraje, proto z něho nemohou ani při bouři vejce nebo mláďata vypadnout. Mladí ptáci se neumí držet stébel jako dospělí, zpočátku tedy posedávají na vodorovných, zlámaných nebo šikmých stéblech. Hnízdí jednou až dvakrát ročně. Do hnízd rákosníků často klade svá vejce kukačka. Pohlavně dospívá ve druhém roce života, nejvyšší věk v České republice je přes 11 let.

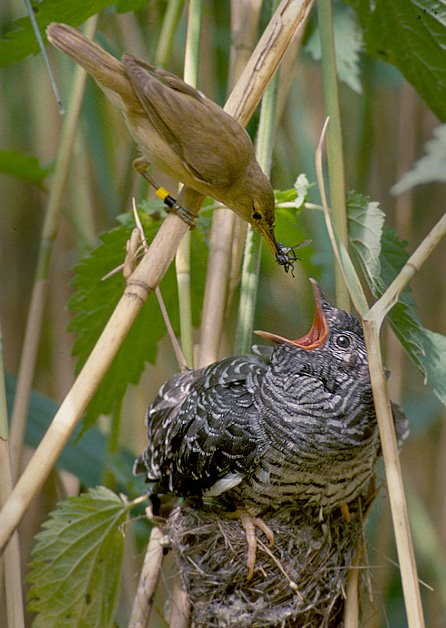
Mladá kukačka v hnízdě rákosníka obecného
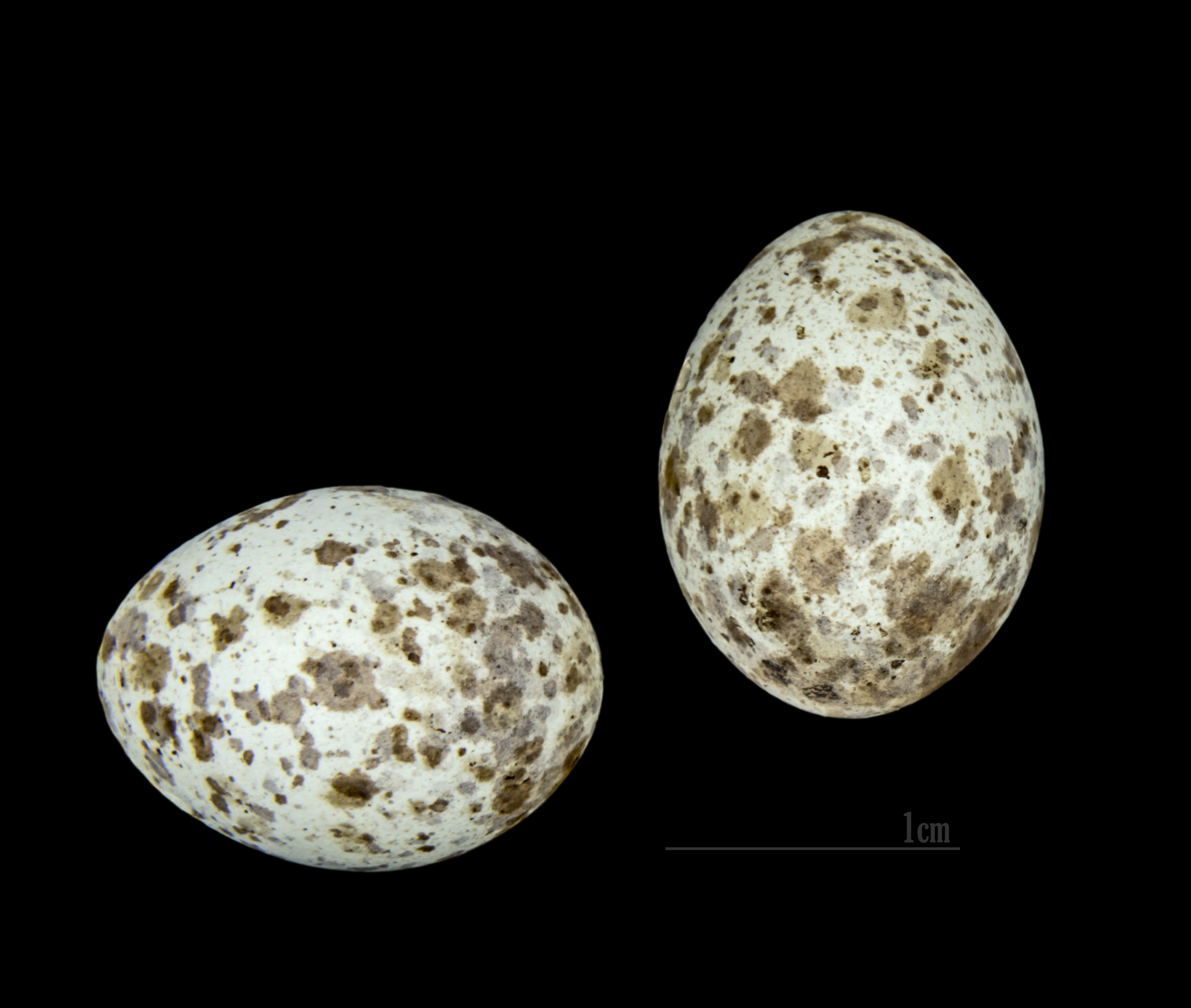
Vajíčka
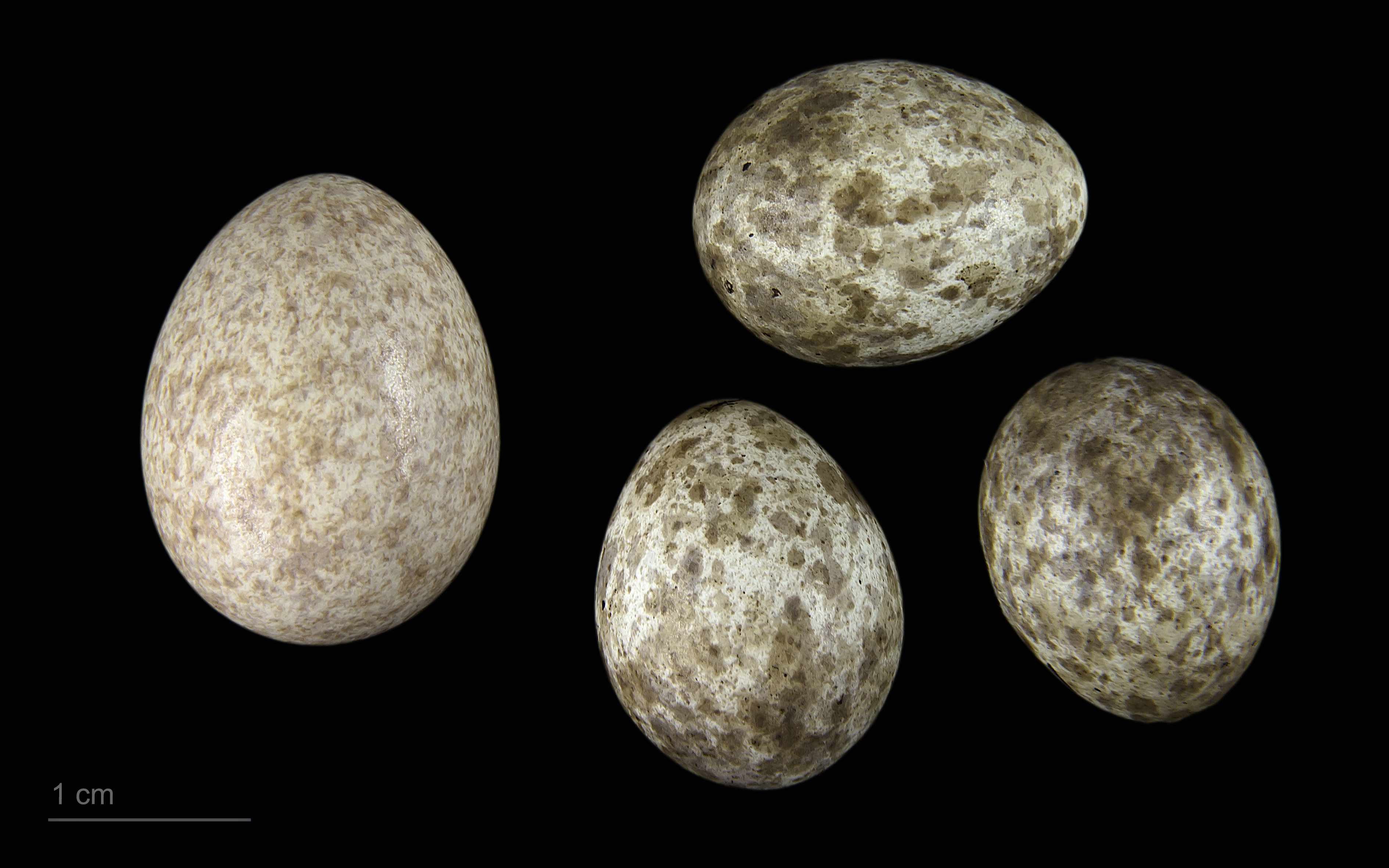
Vejce kukačky Cuculus canorus canorus a rákosníka Acrocephalus scirpaceus

## Zajímavosti
- V příběhu o Sherlocku Holmesovi od Rudolfa Čechury Sherlock Holmes a případ s ptáky dojde k usvědčení lupiče, který uloupil vzácné kukačky: Svědek Torriceli totiž slyšel rákosníka (zpíval mezi 20. a 21. hodinou) a „bukače nočního“ (21. a 22. hodina).

#### Video
- Jarmila Kačírková: Rákosník obecný (Acrocephalus scirpaceus) Maďarsko, Hortobágy, 1.5.2019